# Torre Montserrat (Llinars del Vallès)
La torre Montserrat és un edifici a la vila de Llinars del Vallès (Vallès Oriental) inclòs a l'Inventari del Patrimoni Arquitectònic de Catalunya. Edifici de tipologia ciutat-jardí de planta baixa i pis. Del cos central de la façana principal sobresurt un cos i galeria coronada per una balustrada. A banda i banda se situen dues torres de planta quadrada, una amb coberta plana i merlets i l'altra coberta amb telada a quatre vessants. Del cos central, cobert a quatre aigües, sobresurt una torre de planta hexagonal coronada per merlets i teula. Tots els emmarcaments de l'edifici són de totxo vermell vist. A la banda dreta hi ha un cobert senzill amb elements formals eclèctics.
L'arribada del ferrocarril l'any 1855 comportà el naixement dels primers eixamples del nucli històric. D'una banda es produeix un procés d'urbanització espontani de cases entre parets mitgeres, i de l'altra un conjunt de cases de tipologia de ciutat-jardí, fruit d'una incipient importància del terme com a centre d'estiueig. Ambdues modalitats de construccions seguiran un llenguatge eclèctic popular, sense arquitectes coneguts.